# École normale supérieure de l'enseignement technique de Douala
Pour les autres articles nationaux ou selon les autres juridictions, voir École normale supérieure.
L'École Normale Supérieure de l'Enseignement Technique (ENSET) est une Grande école camerounaise de l'Université de Douala, située à Douala.

## Missions
La mission essentielle de cette institution est d'assurer : 
- La formation des Professeurs des Collèges d'Enseignement Technique (PCET) ;
- La formation des Professeurs des Lycées d'Enseignement Technique (PLET);
- La formation des Hauts cadres d'entreprises ;
- La recherche fondamentale et appliquée dans des domaines divers ;
- La conception et la réalisation de produits industriels;
- L'expertise auprès des administrations nationales, des organisations internationales, des entreprises nationales et internationales;

## Organisation et fonctionnement
Avec l'entrée de cette grande école dans le système LMD, on parle aujourd'hui "d'ingénieurs- pédagogues" ou de "Cadre d'Entreprises "  pour désigner les élèves de l'ENSET de Douala, car ces derniers reçoivent aussi bien une formation d'ingénieur, que de psycho pédagogues .  
Ses cadres sont recrutés par le ministère des enseignements secondaires comme professeur de lycées et collèges d'enseignement technique et professionnel. et beaucoup se retrouvent aussi  dans de grandes entreprises, aussi bien au Cameroun, que dans le Monde.
Cette institution bénéficie: 
- de collaborations et associations avec des universités et écoles étrangères (Polytechnique de Montréal);
- de contrats de recherche financés par des entreprises nationales et des organismes internationaux.

## Admission
- Niveau I (1re Année)

Elle se fait sur concours écrit et est ouvert aux candidats titulaires d'un Baccalauréat séries C, E, F, G et du Général Certicate of Education Advanced Level (GCEAL) S1, S2, S3, S4 ou A1, A2, A3, A4 ; 
Les candidats admissibles passent des épreuves orales. 
- Niveau III (3e Année)

Elle se fait par admission sur titre et est ouverte aux candidats titulaires d'un BTS, d'un DUT ou d'une Licence.
- Niveau IV (4e Année)

Elle se fait par admission sur étude de dossier et entretien, et est ouverte aux candidats titulaires d'une Maitrise, d'un diplôme d'ingénieur ou tout autre diplôme reconnu en équivalence . 
Pour les candidats titulaires d'un DIPET I l'admission se fait sur étude de dossier; un minimum de 3 années d'exercice du métier d'enseignant en lycée ou collège est requis. 
N.B. être âgé de moins de 32 ans (sauf cas des  titulaires du DIPET 1 depuis au moins 3 ans).

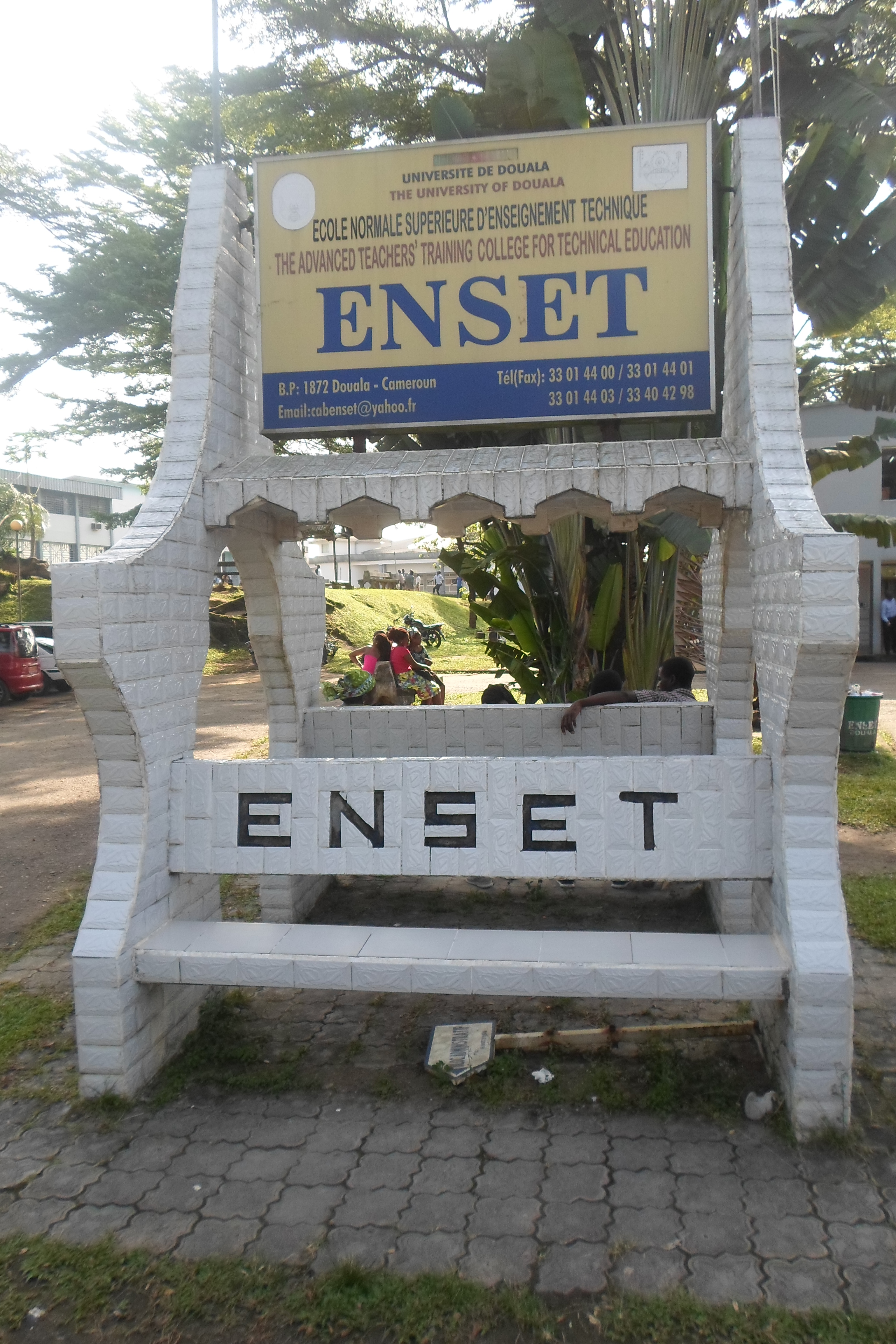
Monument présentant l'ENSET de Douala

## Scolarité
Cinq niveaux d'étude pour deux cycles d'enseignement : 
Les enseignements de chaque niveau comprenant des modules divisés en unités de valeurs (UV) dont chacune doit être validée. 
Cinq filières : 
La gestion des filières par les départements d'option : Informatique industrielle  Génie Civil, Génie Électrique, Génie Mécanique, Techniques Administratives, Techniques Économiques et de Gestion. 
Toutes les activités d'enseignement et de recherche se développent au sein des départements : 
- Département de Génie informatique
- Département des techniques administratives et sciences et techniques économiques
- Département des enseignements généraux
- Département de Génie mécanique
- Département de Génie électrique
- Département de Génie civil
- Département des enseignements scientifiques de base
- Département du génie forestier
- Département de l'industrie textile et de l'habillement
- Département du Génie Chimique

Au cours de leur formation les étudiants effectuent plusieurs stages dans les entreprises du pays puis dans les collèges et lycées d'enseignement technique. 
Chaque étudiant présente en fin de  chaque cycle un mémoire de fin d'étude qui est le fruit d'un travail de recherche qu'il a mené pendant près d'un an.

## Diplômes
- DIPET I: Diplôme Professeur d'Enseignement Technique grade 1 (BAC + 3);
- DIPET II: Diplôme Professeur d'Enseignement Technique grade 2 (BAC + 5);
- Licence technologique - BAC + 3
- Master Technologique et Master Research BAC+ 5

## Programmes des enseignements
En 35 heures hebdomadaires. 
Note ExcelAfrica http://www.excelafrica.com 
2004 : 
L’Enset s’ouvre à trois filières nouvelles. Les enseignants de 'Génie informatiquecouture, de menuiserie et d’économie sociale seront désormais formés au sein de l’institution. 
L’Enset a connu quelques mutations au cours de l’année scolaire 2004. Le  concours d’entrée à l’institution, organisé les 13 et 14 mai 2004, a en effet consacré l’ouverture de trois nouvelles filières au sein de l’école. Ainsi, l’Économie sociale et familiale (Esf), l’Industrie textile et de l’habillement (Ith) et les Métiers du bois (Meb) sont appelées, dès octobre 2004, et Génie informatique en 2007 à se frayer un espace auprès des cinq filières anciennes : le génie civil, le génie mécanique, le génie électrique, les techniques administratives et les sciences et techniques économique de gestion.